# Championnat de Cuba d'échecs
Le championnat de Cuba d'échecs est la compétition d'échecs cubaine organisée depuis 1860.

## Historique des championnats cubains
Le championnat d'échecs de Cuba se déroule d'abord de manière informelle, à partir de 1860 pendant la seconde moitié du XIXe siècle. il permet à Celso Golmayo Zupide de se mettre en valeur.
De 1912 à 1937, il s'est appelé la coupe Dewar (Copa Dewar), et il était organisé par le club d'échecs de La Havane. La joueuse Maria Teresa Mora a remporté cette coupe en 1922, surpassant les joueurs d'échecs masculins.
Le championnat d'échecs de Cuba est joué chaque année depuis 1965, organisé par l'Institut national des sports, de l'éducation physique et des loisirs, l'INDER. A la fin des années 2010, il est dominé par Lázaro Bruzón et par Leinier Domínguez, qui l'emportent chacun à trois reprises.

## Championnat masculin
| Année | Ville                 | Vainqueur(s)                                     |
| ----- | --------------------- | ------------------------------------------------ |
| 1860  | La Havane             | Félix Sicre                                      |
| 1862  | La Havane             | Celso Golmayo Zúpide                             |
| 1897  | La Havane             | Celso Golmayo Torriente                          |
| 1898  | La Havane             | Juan Corzo                                       |
| 1902  | La Havane             | Juan Corzo                                       |
| 1907  | La Havane             | Juan Corzo                                       |
| 1912  | La Havane             | Juan Corzo                                       |
| 1914  | La Havane             | Rafael Blanco                                    |
| 1918  | La Havane             | Juan Corzo                                       |
| 1920  | La Havane             | Rafael Blanco                                    |
| 1921  | La Havane             | B. Benítez                                       |
| 1922  | La Havane             | María Teresa Mora                                |
| 1923  | La Havane             | José Fernández Migoya                            |
| 1927  | La Havane             | Francisco Planas                                 |
| 1929  | La Havane             | Francisco Planas                                 |
| 1937  | La Havane             | Rafael Blanco                                    |
| 1939  | La Havane             | Miguel Alemán                                    |
| 1942  |                       | Juan González de Vega                            |
| 1943  |                       | Juan González de Vega                            |
| 1944  |                       | Angel Fernández Fernández                        |
| 1950  |                       | Rosendo Romero Eldis Cobo Arteaga                |
| 1951  |                       | Juan González de Vega                            |
| 1952  | La Havane             | Juan González de Vega                            |
| 1955  | La Havane             | Carlos Calero                                    |
| 1956  |                       | Armando Cabrera                                  |
| 1957  |                       | Eleazar Jiménez Zerquera                         |
| 1958  |                       | Rogelio Ortega                                   |
| 1960  | La Havane             | Eleazar Jiménez Zerquera                         |
| 1963  | La Havane             | Eleazar Jiménez Zerquera                         |
| 1965  | La Havane             | Eleazar Jiménez Zerquera                         |
| 1966  | La Havane             | Rogelio Ortega                                   |
| 1967  | La Havane             | Eleazar Jiménez Zerquera                         |
| 1968  | Santiago de Cuba      | Silvino García Martínez                          |
| 1969  | Matanzas              | Jesús Rodríguez González                         |
| 1970  | La Havane             | Silvino García Martínez                          |
| 1971  | La Havane             | Jesús Rodríguez González                         |
| 1972  | Playa Larga, Matanzas | Jesús Rodríguez González                         |
| 1973  | Cienfuegos            | Silvino García Martínez                          |
| 1974  | Varadero              | Guillermo García González                        |
| 1975  | Santa Clara           | Guillermo Estévez Morales                        |
| 1976  | Holguín               | Juan Fernández León                              |
| 1977  | Sancti Spíritus       | Gerardo Lebredo José Luis Vilela Jesús Nogueiras |
| 1978  | Camagüey              | Jesús Nogueiras                                  |
| 1979  | Santiago de Cuba      | Silvino García Martínez                          |
| 1980  | Holguín               | Néstor Vélez                                     |
| 1982  | Sagua la Grande       | Román Hernández Onna                             |
| 1983  | Sagua de Tánamo       | Guillermo García González                        |
| 1984  | Holguín               | Jesús Nogueiras Amador Rodríguez Céspedes        |
| 1985  | Camagüey              | Jorge Armas                                      |
| 1986  | Santiago de Cuba      | Walter Arencibia Rodríguez                       |
| 1987  | Las Tunas             | Juan Borges                                      |
| 1988  | Camagüey              | Amador Rodríguez Céspedes                        |
| 1989  | Sancti Spíritus       | Pedro Paneque                                    |
| 1990  | Santiago de Cuba      | Walter Arencibia Rodríguez                       |
| 1991  | Holguín               | Jesús Nogueiras                                  |
| 1993  | Matanzas              | Juan Borges                                      |
| 1995  | Matanzas              | Julio Becerra & Juan Borges                      |
| 1996  | Las Tunas             | Irisberto Herrera Julio Becerra                  |
| 1997  | Matanzas              | Reynaldo Vera Amador Rodríguez Céspedes          |
| 1998  | Matanzas              | Julio Becerra                                    |
| 1999  | Santa Clara           | Rodney Pérez                                     |
| 2000  | Santa Clara           | Jesús Nogueiras                                  |
| 2001  | Las Tunas             | Reynaldo Vera                                    |
| 2002  | Holguín               | Leinier Domínguez                                |
| 2003  | Varadero              | Leinier Domínguez                                |
| 2004  | Santa Clara           | Lázaro Bruzón                                    |
| 2005  | Santa Clara           | Lázaro Bruzón                                    |
| 2006  | Santa Clara           | Leinier Domínguez                                |
| 2007  | Santa Clara           | Lázaro Bruzón                                    |
| 2008  | Santa Clara           | Yuniesky Quezada                                 |
| 2009  | Las Tunas             | Lázaro Bruzón                                    |
| 2010  | Ciego de Ávila        | Lázaro Bruzón                                    |
| 2011  | Ciego de Ávila        | Yuniesky Quezada                                 |
| 2012  | Ciego de Ávila        | Leinier Domínguez                                |
| 2013  | Santa Clara           | Isan Reynaldo Ortiz Suárez                       |
| 2014  | Santa Clara           | Isan Reynaldo Ortiz Suárez                       |
| 2015  | Santa Clara           | Isan Reynaldo Ortiz Suárez                       |
| 2016  | Matanzas              | Leinier Domínguez                                |
| 2017  | Santa Clara           | Lázaro Bruzón                                    |
| 2018  | La Havane             | Yuri Gonzalez Vidal                              |
| 2019  | Santa Clara[1]        | Carlos Daniel Albornoz Cabrera                   |
| 2020  | Santa Clara[2]        | Carlos Daniel Albornoz Cabrera                   |
| 2021  | non disputé           | non disputé                                      |
| 2022  | Santa Clara           | Yasser Quesada Pérez[3],[4]                      |
| 2023  | Holguín               | Elier Miranda[5]                                 |
| 2024  | Holguín               | Luis Ernesto Quesada Pérez[6]                    |

## Championnat féminin
| Année | Ville            | Championne                |
| ----- | ---------------- | ------------------------- |
| 1965  | La Havane        | Syla Martínez             |
| 1966  |                  | Nora Laya                 |
| 1967  |                  | Nora Laya                 |
| 1968  |                  | Nora Laya                 |
| 1969  |                  | Elisa Yarruch             |
| 1970  |                  | Ada María Salgado         |
| 1971  |                  | Asela de Armas Pérez      |
| 1972  |                  | Nora Laya                 |
| 1973  |                  | Asela de Armas Pérez      |
| 1974  |                  | Asela de Armas Pérez      |
| 1975  |                  | Asela de Armas Pérez      |
| 1976  |                  | Asela de Armas Pérez      |
| 1977  |                  | Asela de Armas Pérez      |
| 1978  |                  | Asela de Armas Pérez      |
| 1979  |                  | Asela de Armas Pérez      |
| 1980  |                  | Vivian Ramón Pita         |
| 1981  |                  | Zirka Frometa             |
| 1982  |                  | Vivian Ramón Pita         |
| 1983  |                  | Zirka Frometa             |
| 1984  |                  | Vivian Ramón Pita         |
| 1985  |                  | Tania Hernández           |
| 1986  |                  | Asela de Armas Pérez      |
| 1987  |                  | Zirka Frometa             |
| 1988  |                  | Asela de Armas Pérez      |
| 1989  |                  | Vivian Ramón Pita         |
| 1990  |                  | Vivian Ramón Pita         |
| 1991  |                  | Vivian Ramón Pita         |
| 1992  |                  | Maritza Arribas Robaina   |
| 1993  |                  | Roquelina Fandiño Reyes   |
| 1994  |                  | Yudania Hernández Estévez |
| 1995  |                  | Mairelys Delgado Crespo   |
| 1996  |                  | no se realizó             |
| 1997  |                  | Maritza Arribas Robaina   |
| 1998  |                  | Vivian Ramón Pita         |
| 1999  |                  | Mairelys Delgado Crespo   |
| 2000  |                  | Vivian Ramón Pita         |
| 2001  |                  | Maritza Arribas Robaina   |
| 2002  |                  | Maritza Arribas Robaina   |
| 2003  |                  | Maritza Arribas Robaina   |
| 2004  |                  | Maritza Arribas Robaina   |
| 2005  |                  | Sulennis Pina Vega        |
| 2006  | Caibarién        | Milena Campos Vila        |
| 2007  |                  | Maritza Arribas Robaina   |
| 2008  | Holguín          | Maritza Arribas Robaina   |
| 2009  |                  | Maritza Arribas Robaina   |
| 2010  | Holguín          | Oleiny Linares Nápoles    |
| 2011  | Santiago de Cuba | Yaniet Marrero López      |
| 2012  | Holguín          | Lisandra Llaudy Pupo      |
| 2013  | Holguín          | Maritza Arribas Robaina   |
| 2014  | Pinar del Río    | Sulennis Pina Vega        |
| 2015  | Santiago de Cuba | Maritza Arribas Robaina   |
| 2016  | Cienfuegos       | Oleiny Linares Nápoles    |
| 2017  | Pinar del Río    | Yerisbel Miranda Llanes   |
| 2018  | Holguín          | Lisandra Llaudy Pupo      |
| 2022  | Holguín          | Yaniela Forgas[7]         |
| 2023  | Camagüey         | Oleiny Linares Nápoles[8] |
| 2024  | Pinar del Río    | Lisandra Ordaz[9]         |

## Championnat cubain d'échecs par correspondance
La Federación cubana de ajedrez postal (FECAP)  [Fédération cubaine des d'échecs postaux], fondée en 1972, organise les tournois spécialisés.
Raul Fernandez Alvarez a remporté le premier championnat cubain d'échecs par correspondance disputé entre 1975 et 1976.
On se sou souvient des nomes de tous les champions:
1. Raul Fernandez Alvarez (1975-1976)
2. Pablo Salcedo Mederos (1977-1980)
3. Luis Achkienasi Cherniak (1979-1982)
4. Jorge LLorente Galardy (1980-1983)
5. Nelson Gonzalez Rabago (1983-1986)
6. Alberto Barreras Garcia (1984-1987)
7. Guillermo Estevez Morales (1986-1989)
8. Francisco Perez Cruz (1989-1992)
9. Othoniel Rodriguez Capey (1992-1995)
10. Pablo Salcedo Mederos (1994-1997)
11. Jorge Llorente Galardy (1998-2001)
12. Humberto Fariñas Seijas (1998-2001)
13. Pablo Salcedo Mederos (2000-2003)
14. Enrique Ferreiro Garcia (2002-2005)  [11]
15. Carlos Dieguez Vera (2003-2006)  [12]
16. Armando Perez Perez (2006-2009)  [13]
17. Pablo Salcedo Mederos (2007-2010)  [14]
18. Ramon Au Cardero (2009-2011)  [15]
19. Ramon Au cardero (2011-2012)  [16]
20. Pablo Salcedo Mederos (2012-2014)  [17]
21. Alexis Marrero Rodriguez (2013-2015)  [18]
22. Juan Fernandez Martinez (2014-2017) [19]
23. Liuber Gongora Reyes (2015-2017)  [20]
24. Yoandy Rodriguez Fraga (2016-2018)  [21]
25. Yovany del Toro Montoya (2017-2019)  [22]
26. Alberto Perez Lopez (2019-2020)
27. Pedro Vertiz Gutierrez (2020-2021)  [23]
28. Alberto Perez Lopez (2020-2021)  [24]
29. Ramon Au Cardero  &  Alexis Marrero Rodriguez (2021-2022)  [25]